# Denís Yártsev
Denís Nikoláyevich Yártsev –en ruso, Денис Николаевич Ярцев– (Cheliábinsk, URSS, 18 de septiembre de 1990) es un deportista ruso que compite en judo.
Ganó una medalla de bronce en el Campeonato Mundial de Judo de 2019 y dos medallas de bronce en el Campeonato Europeo de Judo por Equipo Mixto, en los años 2018 y 2021.
En los Juegos Europeos consiguió dos medallas, bronce en Bakú 2015 (equipo) y oro en Minsk 2019 (equipo mixto). Participó en los Juegos Olímpicos de Río de Janeiro 2016, ocupando el sétimo lugar en la categoría de –73 kg.

## Palmarés internacional
| Campeonato Mundial                  | Campeonato Mundial    | Campeonato Mundial | Campeonato Mundial |
| Año                                 | Lugar                 | Medalla            | Categoría          |
| ----------------------------------- | --------------------- | ------------------ | ------------------ |
| 2019                                | Tokio (Japón)         | Medalla de bronce  | –73 kg             |
| Juegos Europeos                     |                       |                    |                    |
| Año                                 | Lugar                 | Medalla            | Categoría          |
| 2015                                | Bakú (Azerbaiyán)     | Medalla de bronce  | Equipo             |
| 2019                                | Minsk (Bielorrusia)   | Medalla de oro     | Equipo mixto       |
| Campeonato Europeo por Equipo Mixto |                       |                    |                    |
| Año                                 | Lugar                 | Medalla            | Categoría          |
| 2018                                | Ekaterimburgo (Rusia) | Medalla de bronce  | Equipo mixto       |
| 2021                                | Ufá (Rusia)           | Medalla de bronce  | Equipo mixto       |